# Думбрава (Граничешти)
Думбрава (рум. Dumbrava) насеље је у Румунији у округу Сучава у општини Граничешти. Oпштина се налази на надморској висини од 398 m.

## Становништво
Према подацима из 2002. године у насељу је живело 417 становника, од којих су сви румунске националности.